# Néstor Fabián Morais
Néstor Fabián Morais González (Montevideo, Uruguay, 6 de marzo de 1980) es un exfutbolista uruguayo que se desempeñaba en la posición de delantero. Debutó en Sudamérica en el año 1998.

## Clubes
| Club               | País       | Año       |
| ------------------ | ---------- | --------- |
| Liverpool          | Uruguay    | 2000      |
| Rentistas          | Uruguay    | 2001-2002 |
| Unión Española     | Chile      | 2002      |
| Cerro              | Uruguay    | 2003      |
| Plaza Colonia      | Uruguay    | 2003-2005 |
| Envigado           | Colombia   | 2005      |
| Uruguay Montevideo | Uruguay    | 2006-2009 |
| Pérez Zeledón      | Costa Rica | 2010-2011 |
| Progreso           | Uruguay    | 2011-2012 |